# HE 1256-2738
HE 1256-2738 – gorący podkarzeł oddalony od Ziemi o około 1000 lat świetlnych.
Razem z LS IV-14 116 i HE 2359-2844 wykazują ponadprzeciętną wysoką zawartość metali ciężkich.